# Captifs
Captifs (titulada internacionalmente Caged) es una película de 2010 francesa de terror dirigida y coescrita por Yann Gozlan. La película es sobre una mujer llamada Carole que está traumatizada después de ver a su amiga Laura siendo asesinada por un perro veinte años atrás.
Carole trabaja como cooperante en la antigua Yugoslavia y comienza a irse para Kosovo con dos compañeros de trabajo cuando es secuestrada por una banda de hombres enmascarados que lidian con el tráfico de órganos humanos.

## Elenco
- Zoé Félix como Carole
- Éric Savin como Mathias
- Arie Elmaleh como Samir
- Ivan Franek como Ferrailleur 1
- Igor Skreblin como Ferrailleur 2
- Margaux Guenier como Ana
- Philippe Krhajac como Le médecin
- Jana Bitternova como La soeur des ferrailleurs
- Clara Barbosa como Carole enfant
- Typhaine Hilaire como Laura
- Thais Fischer como La fillette sur la balançoire
- Goran Kostić como Le Serb prisonnier
- Eric Kailey como Militaire ONU
- Sacha Mijovic como Le conducteur du van[2]

## Estreno
Fue proyectada en el Festival de cine Fantasy el 20 de agosto de 2010. No tuvo fuertes taquillas en Europa.